# Pacatuba (ort i Brasilien, Sergipe, Pacatuba, lat -10,45, long -36,65)
Pacatuba är en ort i Brasilien.   Den ligger i kommunen Pacatuba och delstaten Sergipe, i den östra delen av landet, 1 400 km öster om huvudstaden Brasília. Pacatuba ligger 64 meter över havet och antalet invånare är 2 616.
Terrängen runt Pacatuba är lite kuperad, och sluttar österut. Närmaste större samhälle är Penedo, 19,4 km norr om Pacatuba.
Omgivningarna runt Pacatuba är huvudsakligen savann. Runt Pacatuba är det ganska glesbefolkat, med 30 invånare per kvadratkilometer.